# Grupa 220
Grupa 220 rock sastav je iz Zagreba, osnovan 1966. godine. Sastav je nastao spajanjem dva dotadašnja zagrebačka sastava: Ehosa i Jutarnjih zvijezda. Iz Ehosa su u novi sastav ušli gitarist i pjevač Vojko Sabolović i bubnjar Ranko Balen, a iz Jutarnjih zvijezda pjevač i gitarist Drago Mlinarec koji svira i usnu harmoniku i basist Vojislav "Mišo" Tatalović. Prvi nastup imaju 15. listopada 1966. godine u dvorani Mjesne zajednice Poljane-Vrbik, koja je uskoro postala kultno mjesto (najbolja zagrebačka čaga 1960-ih), a tako je započela i karijera jednog od ključnih sastava rock glazbe na prostoru bivše Jugoslavije. Polovicom mjeseca prosinca snimaju skladbu "Osmijeh", koju je Mlinarec skladao još u Jutarnjim zvijezdama. Skladba odmah po objavljivanju postaje veliki hit i postaje prvo autorsko djelo domaće Rock scene.

## Životopis sastava
U Zagrebu 1960-ih je bilo vrlo malo dvorana pogodnih za održavanje plesnih večeri (popularnih čaga) i oko prava na nastup borili su tadašnji brojni sastavi. Kako se 1966. godine upravo dovršila potpuno nova i za tadašnje uvjete vrlo moderna zgrada Mjesne zajednice Poljane-Vrbik (izgrađena mjesnim samodoprinosom), bilo je logično da to dobije lokalni sastav. Novonastala Grupa 220 bila je neki način nastavak kvartovskog sastava Jutarnjih zvijezda. Vrba, kako su je u šatri zvali mladi, uskoro je postala gotovo pretijesna da primi sve one koji su željeli u nju ući na ples, koji je trajao za današnja mjerila vrlo kratko i ograničeno, svega od 20 do 22 h, i to samo subotom i nedjeljom. Ispočetka je plesnu publiku zabavljala isključivo Grupa 220, a kasnije su im dolazili brojni poznati gosti; Kameleoni (Kopar), Dinamiti (Osijek) i brojni solisti. Izvorna i najpopularnija postava sastava je bila: Drago Mlinarec (vokal, usna harmonika, gitara), Vojko Sabolović (gitara, vokal), Ranko Balen (bubnjevi) i Vojislav "Mišo" Tatalović (bas-gitara).

### 1960-te
Polovicom mjeseca prosinca snimaju skladbu Drage Mlinarca "Osmijeh", koju je skladao još kao član Jutarnjih zvijezda. Skladba ubrzo postaje veliki hit i prvo autorsko djelo domaće Rock glazbe. Popularnost pobuđuje interes diskografske kuće "Jugoton" i 1967. godine izdaju svoj prvi EP u mono tehnici. Na njemu se nalaze još dvije Mlinarčeve skladbe: "Uvijek kad ostanem sam", "Grad" i obrada polke "Večer na Robleku". Ploča se prodaje u tiraži od 50.000 primjeraka, a sastav Grupa 220 postaje jedan od najpopularnijih na prostoru bivše Jugoslavije. Vrlo neobičnog izgleda s dugim kosama i šarenim košuljama, prvi su predstavnici flower power generacije koja tada u svijetu uživa veliku popularnost. Umjesto ulaznica za jedan koncert na Vrbiku, posjetiteljima su rekli da kupe jedan cvijet u obližnjoj cvjećarni. Sudjeluju na Festivalu šansona u Zagrebu sa skladbama "Košulja sa cvjetićima" Stipice Kalođere i "Zaboravite što sam vam rekao" Alfi Kabilja. Redatelj Fadil Hadžić u jesen 1967. godine za film "Protest" koristi skladbu "Grad", a za Hadžićev sljedeći film "Tri sata za ljubav", snimljen 1968. godine, Mlinarec piše glazbu i Grupa 220 se pojavljuje u filmu. Sljedeći singl objavljen je s četiri Mlinarčeve skladbe s kojima se nije previše trudio da postigne uspješnost hita "Osmijeh". Na singlu se nalazi i skladba Alfi Kabilja "To već i vrapci fućkaju". Nakon toga sudjeluju na festivalu "Zagreb '68." sa skladbom Ivice Krajača "Kamo vodi sve to?" i ne osvajaju nikakvu nagradu. U svibnju 1968. godine sastavu se pridružuje klavijaturist i flautist Branimir "Brane Lambert" Živković, koji je s Mlinarcem svirao u Jutarnjim zvijezdama. U ljeto iste godine ostvaruju suradnju s Arsenom Dedićem i nastupaju u Splitu s njegovom skladbom "Razgovaram sa morem". Na sceni su se zajedno pojavili s Dedićem, koji je zajedno s Mlinarcem pjevao i svirao flautu ali opet prolaze bez osvojene nagrade. Nakon toga s Mlinarčevom skladbom "Prolazi jesen" (nastala pod utjecajem tada popularnog psihodeličnog Rock-a i Sabolovićevom "Plavi svijet" (glavni vokal Vojko Sabolović), sudjeluju u Zagrebu na prvom festivalu pop glazbe održanog 3. rujna 1968. godine.
U studenome 1968. godine objavljuju svoj prvi LP-i Naši dani, koji je prvo autorsko izdanje tog formata u bivšoj Jugoslaviji. Album snimaju uoči samog Mlinarčevog odlaska u Rijeku na odsluženje vojnog roka u studenome 1968. godine. Na ploči se nalazi dvanaest skladbi od kojih tri potpisuje Vojko Sabolović, jednu skladaju Mlinarec i Živković zajedno, a ostale piše Mlinarec sam. Sabolović se bavio laganim ljubavnim temama dok je Mlinarec radio na složenijim formama, što je bilo u skladu s tadašnjim vremenom. Album je objavljen dok je Mlinarec bio u JNA, a u to vrijeme dolazi i do prvih nesuglasica među članovima sastava. Naime, Mlinarec za vrijeme služenja vojnog roka donosi odluku da se po povratku profesionalno posveti glazbi ali i da pokuša izbjeći sve negativne predznake koje mu donosi popularnost. U to vrijeme Grupa 220 se polako počinje razilaziti. U svibnju 1969. godine Branimir "Brane Lambert" Živković odlazi u sastav Zlatni akordi, a njega mijenja klavijaturist i pjevač Davor Štern (bivši član Zlatnih akorda). Nakon toga iz sastava odlazi i Vojko Sabolović, koji započinje solo pjevačku karijeru, a 1971. godine svira gitaru u sastavu "Pro arte". Novi član sastava postaje gitarist i pjevač Zoran Antoljak. Početkom 1970. godine Vojislav "Mišo" Tatalović odlazi na odsluženje vojnog roka i tada sastav prestaje s radom.

### 1970-te
Po povratku iz JNA, Mlinarec snima demosnimke novih skladbi, ali ne nalazi sluha kod diskografskih kuća za njihovo objavljivanje. Nakon toga jedno vrijeme nastupa sa sastavom "Nautilus", kojeg su još činili gitarist, klavijaturist i pjevač Vedran Božić (bio u sastavima "Grešnici", "Roboti "Boomerang" i "Time"), Branimir "Brane Lambert" Živković, basist Rajmond Ruić (bio u sastavu "Roboti") i bubnjar Ratko Divjak (bio u sastavima "Dinamiti" i "Time"). Potom osniva sastav "Džet Scorpion" u kojemu su Vojislav "Mišo" Tatalović i bivši članovi grupe "Add Band": gitarist Darko Šonc, klavijaturist i pjevač Hrvoje "Harma" Marjanović i bubnjar Rade Begović. Svirali su uglavnom po plesnim zabavama i izvodili Mlinarčev novi materijal. Na zahtjev publike mijenjaju ime u Grupa 220, pod kojim rade sve do siječnja 1971. godine.
Nakon dva mjeseca pauze, Mlinarec pokreće novu postavu članova sastava s novim i do tada nepoznatim mladim glazbenicima: Duško Žurić (klavijature, gitara), Nenad Zubak (bas-gitara, vokal), Ivan "Piko" Stančić (bubnjevi, vokal) i ponekad je s njima radio i Branimir "Brane Lambert" Živković, koji je u to vrijeme bio u sastavu "Time". Kraće vrijeme je s njima svirao i gitarist Darko Šonc, ali je ubrzo odustao od toga. Grupa objavljuje singlove "Povratak" i "Prva ljubav", koji im vraćaju staru popularnost. Na festivalu "Zagreb '71." u večeri kada se predstavljaju Rock sastavi izvode skladbu "Posmrtna posveta", pojačanu zvukom violončela. Nakon toga, snimaju sljedeći singl na kojemu se nalaze skladbe "Doviđenja, vještice" i "Sivilo perona". Iz sastava ubrzo odlazi Duško Žurić, a na njegovo mjesto dolazi gitarist i pjevač Husein "Hus" Hasanefendić. Pored njih u toj grupi su još bili i Hrvoje "Harma" Marjanović (kasnije bio i u obnovljenoj verziji sastava "Zlatni akordi") i Tihomir "Tini" Varga, koji je svirao gitaru i udaraljke i pjevao. On i Harma su sredinom 1980-ih godina osnovali sastav "Mungos".
Tijekom ljeta Grupa 220 sudjeluje i s ostalim sastavima na turneji "Adriatic Show". Na koncertima sviranim u Jugoslaviji sastava Marmelade, Status Quo i Mungo Jerry, nastupaju kao predgrupa.Sastav se s vremenom počeo okretati čvršćem zvuku i ritmu što nije odgovaralo ambicijama Drage Mlinarca. Tijekom snimanja njihovog sljedećeg albuma A ti se ne daj (Jugoton, - 1971.), odlučeno je da album izađe kao Mlinarčev prvijenac, što je ujedno bila i najava njegove uspješne solo karijere. Novi član grupe postaje gitarist Darko Vid koji u sastavu ostaje sve do sredine 1972. godine.
Početkom te 1972. godine snimaju svoj prvi singl bez Drage Mlinarca, na kojemu se nalazi Husova skladba "Kiši i malo je hladno". Sastav nastupa na festivalu "BOOM Pop Fest '73", koji se održavao 20. i 21. travnja 1972. godine u Ljubljani i izvode skladbu "Pop pjevač", koja je kasnije snimljena na dvostrukom koncertnom albumu s toga festivala. S njima je tada nastupao klavijaturist i pjevač Mladen Krajnik, koji se u sastavu zadržao sve do sredine 1973. godine. U to vrijeme, grupa dobiva status uigranog i reproduktivnog sastava koji svoje skladbe bazira na hitovima The Rolling Stones-a, Free-a i Status Quo-a.
1974. godine u sastav kao novi član dolazi gitarist i pjevač Jurica "Jura" Pađen (bivši član sastava "Spectrum" i "Hobo"). Iste godine sviraju na "BOOM '74" festivalu u Ljubljani 10. i 11. svibnja u dvorani "Tivoli", a koncertna verzija skladbe "Čovjek-bubanj" koju su tada izveli objavljena je na dvostrukom LP-u s toga koncerta. Godine 1975. objavljuju svoj sljedeći album Slike, koji je predstavljao blago razočaranje u odnosu na njihovu koncertnu eksplozivnost. Jedan dio te atmosfera zabilježili su u skladbama "Čovjek-bubanj" i "Marija". U jednoj skladbi kao gost nastupa u ulozi vokala Janez Bončina, na nekim skladbama gitaru svira Davor Rodik, a pjesmu "Čovjek-bubanj" otpjevao je Ivan "Piko" Stančić. Nakon "BOOM '75" festivala održanog u Zagrebu, u sastav dolazi novi pjevač - Aki Rahimovski (bivši član sastava "Tor"), koji po potrebi svira i klavijature. Zatim nastupaju na beogradskoj "Hit paradi" gdje izvode Husove skladbe koje će se kasnije pojaviti na njihovom posljednjem singlu. U listopadu 1975. godine iz sastava odlaze Zubak i Stančić, koji prelaze u sastav "Time" i tada grupa prestaje s radom. Ostatak članova sastava uz basistu Zlatka Miksića Fumu i bubnjara Srećka Antonijolija (iz "Zlatnih Akorda") s menadžerom Vladimirom Mihaljekom Mihom osnivaju sastav "Parni valjak".
Dvadeset godina od osnivanja Grupe 220 obilježena je 21. veljače 1987. godine koncertom u Vrbiku, a povodom toga objavljen je i kompilacijski album Originali 67/68 (Jugoton, - 1987.) na kojemu se nalaze najveći hitovi iz vremena dok su još s njima pjevali i svirali Drago Mlinarec i Vojko Sabolović.

## Članovi sastava
- Drago Mlinarec - vokal, usna harmonika, gitara, flauta (1966. – 1968.), / (1970. – 1971.)
- Vojko Sabolović - gitara, vokal (1966. – 1969.)
- Vojislav "Mišo" Tatalović - bas-gitara (1966. – 1970.), / (1970. – 1971.)
- Ranko Balen - bubnjevi (1966. – 1970.)
- Branimir "Brane Lambert" Živković - klavijature, flauta (1968. – 1969.), / (1971.)
- Davor Štern - klavijature, vokal (1969. – 1970.)
- Zoran Antoljak - gitara, vokal (1969. – 1970.)
- Darko Šonc - gitara (1970. – 1971.), / (1971.)
- Hrvoje "Harma" Marjanović - klavijature, vokal (1970. – 1971.)
- Rade Begović - bubnjevi (1970. – 1971.)
- Dubravko Šef - gitara (1971.)
- Duško Žurić - klavijature, gitara (1971.)
- Nenad Zubak - bas-gitara, vokal (1971. – 1975.)
- Ivan "Piko" Stančić - bubnjevi, vokal (1971. – 1975.)
- Husein "Hus" Hasanefendić - gitara, vokal (1971. – 1975.)
- Darko Vid - gitara (1971. – 1972.)
- Mladen Krajnik - klavijature, vokal (1972. – 1973.)
- Jurica "Jura" Pađen - gitara, vokal (1974. – 1975.)
- Aki Rahimovski - vokal, klavijature (1975.)
- Branko Vukmanović - vokal (1972.)

## Diskografija

### EP
- 1967: Osmijeh (Jugoton)
- 1967: Kad bih bio Petar Pan (Jugoton)

### Singlovi
- 1968: "Prolazi jesen" (Jugoton)
- 1971: "Prva ljubav" (Jugoton)
- 1971: "Doviđenja, vještice" (Jugoton)
- 1972: "Kiši i malo je hladno" (Jugoton)
- 1975: "Balada o djevojci sa sela" (PGP-RTB)

### Albumi
- 1968: Naši dani (Jugoton)
- 1975: Slike (Suzy)

### Kompilacije
- 1987: Originali 67/68 (Jugoton)
- 1994: Beat Na Moru (Originalne Snimke 1966.-1975.) (Croatia Records)
- 2004: 16 Originalnih Hitova (XXX)

## Vanjske poveznice
- Diskografija Grupe 220